# کامینیا
کامینیا (به اسپانیایی: Camiña) یک شهرستان در شیلی است که در تاماروگال واقع شده‌است. کامینیا ۲٬۲۰۰٫۲ کیلومتر مربع مساحت و ۱٬۱۵۶ نفر جمعیت دارد و ۲٬۴۰۶ متر بالاتر از سطح دریا واقع شده‌است.